# Desmond Bagley
Desmond Bagley (29. oktober 1923 – 12. april 1983) var en britisk journalist og forfatter.

## Danske udgivelser
Listen er ikke komplet og mangelfuld, og flere detaljer mangler. Nogle bøger er udgivet flere gange og den udgave der er henvist til er ikke nødvendigvis førsteudgaven. 
| Dansk titel                   | Engelsk titel     | Oversat af             | Forlag/serie                                   | Udgivelsesår | Udgivet i GB | ISBN                                     |
| ----------------------------- | ----------------- | ---------------------- | ---------------------------------------------- | ------------ | ------------ | ---------------------------------------- |
| Den gyldne køl                | The golden keel   | Leif Tronholm          | Steen Hasselbalchs forlag Lademann Bestsellers | 1963 1983    | 1963         | Ingen ISBN 87-7384-014-9                 |
| Klippefæstningen              | High Citadel      | Michael Tejn           | Steen Hasselbalchs forlag                      | 1965         | 1965         | Ukendt                                   |
| Orkanen                       | Wyatt's hurricane | Leif Tronholm          | Union                                          | Ukendt       | 1966         | Ukendt                                   |
| Menneskejagt                  | Landslide         | Leif Tronholm          | Lademann                                       | Ukendt       | 1967         | Ukendt                                   |
| Stemmen fra en svunden verden | The vivero letter | Hanne Dissing          | Lademann                                       | Ukendt       | 1968         | 87 15 00134 2 (Hft) / 87 15 00135 0 (IB) |
| Sort sne                      | The spoilers      | Christan Dahlerup Koch | Lademann                                       | 1976         | 1969         | 87-15-00667-0                            |
| Blind flugt                   | Running blind     | Else Faber             | Lademann                                       | Ukendt       | 1970         | Ukendt                                   |
| Med ryggen mod muren          | The freedom trap  | Else Faber             | Lademann                                       | Ukendt       | 1971         | Ukendt                                   |
| Mørke ved højlys dag          | The tightrope men | Ib Christiansen        | Lademann bestsellers                           | 1983         | 1973         | 87-7384-016-5                            |
| Snetigeren                    | The snow tiger    | Elise Norsbo           | Lademann bestsellers                           | 1984         | 1975         | 87 15 01479 7                            |
| To mand - én skygge           | The enemy         | Hanne Dissing          | Lademann                                       | 1978         | 1977         | 87-15-00779-0                            |
| Ørkenjagt                     | Flyaway           | Jørgen Christiansen    | Lademann                                       | 1979         | 1978         | 87-15-00954-8                            |
| Bahama krisen                 | Bahama Crisis     | Mogens Boisen          | Lademann(Forlaget Danmark)                     | 1982         | 1980         | 87-15-01390-1                            |
| Helvedsporten                 | Windfall          | Mogens Boisen          | Lademann bestsellers                           | 1987         | 1982         | 87-15-01660-9                            |
| Som brødre vi dele            | Night of error    | Ulla Warren            | Danmark                                        | 1985         | 1984         | 87-15-05008-4                            |
| Flammer i mørket              | Juggernaut        | Ulla Warren            | Lademann / Danmark                             | 1986         | 1985         | 87-15-01541-6 / 87-15-05112-9            |

Kolonnen "Udgivet i GB" er det år som den engelske udgave af Wikipedia angiver som første udgivelse på engelsk. I Den gyldne køl er copyright angivet til 1962. Der er ingen kendt forklaring på denne afvigelse. 